# ماري بنتينغ
ماري بنتينغ Mary Bunting طبيبة أمريكية، مختصة في علم الأحياء الدقيقة. ولدت في 10 يوليو 1910 وتوفيت في 21 يناير 1998.